# Stray Kids
A Stray Kids (hangul: 스트레이 키즈, Szuthurei khidzsu) egy eredetileg kilenctagú dél-koreai fiúegyüttes, amit a JYP Entertainment alapított. Az együttes jelenleg nyolc tagból áll: Bang Chan, Lee Know, Changbin, Hyunjin, Han, Felix, Seungmin és I.N. Az eredetileg kilenctagú együttesből Woojin 2019-ben lépett ki személyes okokra hivatkozva (jelentsen ez akármit is:)).
A csapat 2017-ben mutatkozott be a Stray Kids túlélő show-ban, ami után 2018 januárjában kiadták a Mixtape című kislemezüket. Hivatalosan 2018. március 25-én debütáltak az I Am Not című középlemezzel, amit két további középlemez követett ugyanabban az évben: I Am Who és I Am You. 2019-ben kiadták a Clé trilógiájukat: Clé 1: Miroh, Clé 2: Yellow Wood, and Clé: Levanter. Első albumukat, Go Live, 2020-ban adták ki, ami platinalemez minősítést szerzett a Korea Music Content Association (KMCA) által és ez lett az első albumuk, amiből 1 millió elfogyott. Ugyanebben az évben kiadtak egy válogatásalbumot, az SKZ2020—t.
2021-ben kiadták második albumukat, Noeasy-t. 2022-ben leszerződtek a Republic Records-szal és kiadtak két középlemezt, Oddinary és Maxident, amik felkerültek a US Billboard 200 és a UK Albums Chart élére. A Maxident-et a KMCA háromszorosan milliós nagyságrendben értékesített albumnak minősítette, amit rajtuk kívül csupán egy másik együttes ért el a koreai történelemben. 2022 októberéig Stray Kids több mint 10 millió albumot adott el világszerte.

## Nevük
Az együttes neve, „Stray Kids” magyarul:„kóbor gyerekek", amellyel eredetileg olyan elveszett gyerekeket akartak szimbolizálni, akik az álmaikat akarják követni. A név később egy másik értelmet is nyert, képviseli a megszokottból való kitörés gondolatát.

## Történetük

### 2017-2018: Debütálás és azI Amsorozat
JYP Entertainment 2017 augusztusában jelentette be a legújabb túlélőshow-ját, amelynek célja egy új fiúegyüttes debütálása. A műsor előtt, október 17-én feltöltötték Stray Kids első videóklipjét az első dalukhoz, a Hellevator-höz. Két tag, Lee Know és Felix kiesett a műsor során, azonban az utolsó epizódban mégis visszakerültek, így mind a kilencen debütálhattak.
A debütálásuk előtt, 2018 január 8-án kiadtak egy középlemezt Mixtape címen. Két dalhoz, "Beware" és "Spread My Wings"-hez videóklip is készült.
Hivatalosan 2018 március 25-én debütáltak az I Am Not című középlemezükkel és a „District 9” című dalukkal. Két további dal is kapott videóklipet, a "Grow Up" és a "Mirror". A kislemez negyedik helyen debütált a koreai Gaon Album Chart-on és több, mint 54,000 fizikai albumot adtak el márciusig. 2018 április 14-én léptek fel először külföldön, a japán KCON-on. Második középlemezüket 2018 augusztus 6-án adták ki I Am Who címen, amelyről a „My Pace” című dalt adták ki. Harmadik középlemezüket 2018 október 22-én I Am You címen, amelyről az "I Am You" című dalt adták ki.

### 2019:Clésorozat
2019 elején turnéztak Unveil Tour "I Am..." címen Ázsiában, majd koncerteket adtak Dél-Koreában Hi Stay Tour címen Busan-ban, Daejeon-ban, Incheon-ban és Szöulban.
Negyedik középlemezüket, Clé 1: Miroh debütálásuk egyéves fordulóján adták ki, 2019 március 25-én. A lemezről a "Miroh" című dal az M Countdown zenei műsorban megszerezte Stray Kids első győzelmét a heti slágerlistán. 2019 június 19-én megjelent Clé 2: Yellow Wood, egy speciális középlemez, amit a "Side Effects" című dallal adtak ki.
2019 október 9-én kiadták a "Double Knot" című dalukat és bejelentették a District 9 Unlock World Tour című turnéjukat, ami 2019 november 23-án vette kezdetét. Az ötödik kislemezük, Clé: Levanter eredetileg november 25-ére volt kihirdetve; október 28-án JYP Entertainment bejelentette, hogy Woo-jin személyes okokból kilépett az együttesből és ezáltal elhalasztják a lemez kiadását. November 13-án megjelent "Astronout" videóklipje, ami az első daluk nyolctagú együttesként. A középlemez végül december 9-én jelent meg. December 19-én megtartották az első japán koncertjüket Tokió-ban, amin 8000 ember vett részt. December 26-án kiadták a “Mixtape: Gone Days" című dalukat, amelyik az első a Mixtape Project keretein belül.

### 2020-2021:生sorozat ésNoeasy
Kiadták a "Double Knot" és "Laventer" című dalaik angol verzióit a Step Out of Clé című kislemezen. 2020 március 18-án debütáltak hivatalosan Japánban a SKZ2020 című válogatásalbummal, amit az Epic Records Japan adott ki. Az albumon előzőleg kiadott dalok szerepeltek, illetve a japán nyelvű verziói "My Pace"-nek, "Double Knot"-nak and "Levanter"-nek.
A második Mixtape Project daluk, "Mixtape: On Track" 2020 március 26-án jelent meg. Május 3-án kiadták az első japán nyelvű dalaikat, "Top és "Slump". “Top" a Tower of God című anime főcímdala; a koreai nyelvű verzióját május 13-án adták ki és az angol nyelvűt május 20-án. A dal a japán Oricon Singles Chart élén debütált; a történelemben ők a negyedik külföldi előadók, akik a slágerlista élén debütáltak az első japán nyelvű dalukkal, Csang Gunszok, Exo és iKON után.
Az első stúdióalbumukat, Go Live, 2020 június 17-én adták ki a "God's Menu" című dallal. Az albumon megtalálható az előzőleg kiadott "Top , "Slump", Mixtape: Gone Days és "Mixtape: On Track"' című dalaik is. Go Live Stray Kids addigi legsikeresebb albuma lett, amelyből 243.462 darabot adtak el a hónap végére, és ezáltal a heti koreai Gaon Album Chart élén debütált, majd a hónap végén a havi Gaon Album Chart-on az ötödik helyen szerepelt. Platinum minősítést kapott a Korea Music Content Association (KMCA) által 2020 augusztusában; az együttesnek ez az első albuma, ami megkapta ezt a minősítést. "God's Menu" az első daluk, ami megjelent a heti Gaon Download Chart, a 144-ik helyen debütált. Három hónappal később, szeptember 14-én újra kiadták az albumot In Life néven. Az albumon szereplő "Back Door" az MBC M csatorna Show Champion műsorában és az Mnet csatorna  M Countdown műsorában is egy-egy győzelmet aratott a heti slágerlistán. "Back Door"-t a Time magazin "2020 Tíz Legjobb Dala" listán nyolcadik helyen jelölte meg; a listán Stray Kids volt az egyetlen koreai előadó.
2020 november 4-én kiadták az első japán nyelvű kislemezüket, az All In-t. November 22-én megtartották az első online koncertjüket, ami az "Unlock: Go Live In Life" nevet kapta.
2021-ben Stray Kids részt vett a Kingdom: Legendary War című műsorban; a másik öt együttes az Ateez, a The Boyz, a BtoB, az iKON és az SF9 voltak. 2021 május 28-án kiadták a "Wolfgang" című dalt, amit a műsor utolsó körében adtak elő; a dal a koreai Gaon Digital Chart-on a 138-ik helyen szerepelt. Stray Kids megnyerte a műsort június 3-án, nyereményük pedig egy saját reality show és egy Kingdom Week című műsor volt.
2021 február 20-án tartották meg az első rajongótalálkozót, Stray Kids 1st #LoveStay 'SKZ-X' VLive-on és az első japán rajongótalálkozót, STAYing Home Meeting, mindkettőt online. Március 19-én kiadták a "Going Dumb" című dalukat a svéd producerrel, Alesso-val és a kínai DJ-vel, Corsak-al. A dal megjelent a PlayerUnknown’s Battlegrounds videójátékban, és a Billboard's Hot Dance/Electronic Songs listán 13-ik helyen debütált. Június 26-án adták ki a harmadik Mixtape Project dalukat, a "Mixtape: Oh"-t, ami a Billboard World Digital Song Sales lista élén debütált.
Stray Kids 2021 augusztus 23-án adták ki a második stúdióalbumukat. A Gaon Album Chart élén debütált miután több, mint 1,1 millió albumot adtak el belőle; ők az első előadók JYP Entertainment alatt, akik ezt elérték. Az albumon szereplő dal, "Thunderous" a Gaon Digital Chart 33-ik helyén, a Billboard Global 200-on a 80-ik helyen szerepelt, és összesen hat műsorban aratott győzelmet a heti slágerlistán. A dal videóklipje 55 nap alatt haladta meg a 100 milliós megtekintést, ami az együttes ötödik és leggyorsabb rekordja.
2021 október 13-án kiadták a második japán nyelvű dalukat, a "Scars"-t, és a második helyen debütált az Oricon Singles Chart-on and Billboard Japan Hot 100-on is, miután több, mint 180.000 CD-t adtak el. A karácsonyi "speciális albumuk", Christmas EveL november 29-én lett kiadva; két videóklipet töltöttek fel, a "Christmes EveL" és a "Winter Falls" című dalokhoz. Elérte a Gaon Album Charts első helyét, miután több, mint 743 ezer darabot adtak el belőle csak 2021, és a KMCA duplaplatinának minősítette. December 23-án kiadták a második válogatásalbumukat, a SKZ2021-et.

### 2022:Oddinary, CircusésMaxident
2022 február 10-én Stray Kids leszerződött az amerikai kiadóval, a Republic Records-szal, akik az Amerikai Egyesült Államokban promótálja az együttest. Február 12-én és 13-án tartották meg a második rajongótalálkozójukat, 2nd #LoveStay 'SKZ's Chocolate Factory'-t Szöulban.
2022 március 18-án kiadták a hatodik középlemezüket, a Oddinary-et. A kislemez a listák élén debütált Dél-Koreában, Finnországban, Lengyelországban és az Amerikai Egyesült Államokban, Magyarországon pedig a második helyen. Ez az első albumuk, ami megjelent a UK Albums Chart-on és a Billboard 200-en; a Billboard 200 ők a harmadik dél-koreai előadók, akik valaha megjelentek, a BTS és a SuperM után. A "Maniac" című dal a UK Singles Chart 98-ik helyén, a Bubbling Under Hot 100 19-ik helyén szerepelt.
Stray Kids második turnéja, a Maniac World Tour, 2022 április 29-én kezdődött Szöulban, koncertekkel Ázsiában, Ausztráliában és Észak-Amerikában, és 2023 április 2-án fog véget érni Los Angelesben. Június 22 adták a második japán nyelvű, Circus című középlemezüket; az Oricon Albums Chart második helyén és a Billboard Japan Hot Albums első helyén debütált. Augusztus 1-én kiadták a meglepetés-dalukat, a "Mixtape: Time Out"-ot, az együttes rajongói nevének, Stay, negyedik évfordulóján.
Stray Kids alcsoportja, 3RACHA kiadta a "Heyday" című dalukat, a Street Man Fighter műsorhoz. Az együttes hetedik középlemeze, a Maxident október 7-én lett kiadva, a “Case 143” című dallal. Dél-Koreában, Lengyelországban és az Amerikai Egyesült Államokban első helyen, Magyarországon a második helyen debütált. Maxident az első album, amiből több, mint kettő és három millió másolatot adtak el a Stray Kids és JYP Entertainment számára is, és a KMCA háromszoros milliósnak minősítette. A harmadik válogatásalbumukat, a SKZ-Replay-t 2022 december 21-én adták ki.

### 2023:The Sound
Stray Kids első japán nyelvű albuma, The Sound 2023 február 22-én lesz kiadva. Az együttes fel fog lépni a 2023-as párizsi Lollapalooza zenei fesztiválon, amivel ők lesznek az első K-pop előadók, akik főcímművészként fognak fellépni egy francia zenei fesztiválon.

### 2023:5-Star
Az 5-Star a dél-koreai Stray Kids fiúbanda harmadik koreai nyelvű stúdióalbuma. 2023. június 2-án adta ki a JYP Entertainment és a Republic Records, a Maxident hetedik EP-jét követően.

## Zenei stílus
Stray Kids zenei stílusa elsősorban K-pop, hip-hop és elektronikus, és gyakran "zajos"-ként jellemzik a zenéjüket. A "God's Menu" (2020) megjelenése óta "mala taste" stílusúnak is nevezik a zenéjüket. Az együttes tagjai szinte minden dalnál részt vesznek a dalszövegírásban és komponálásban.

## 3RACHA
A 3RACHA a Stray Kids debütálás előtt létrejött alcsapata. Tagjai: Bang Chan, Changbin és Han. Ők hárman az együttes producerei is egyben, akik rendszeresen részt vesznek a dalok írásában.

## Tagok
Kim Woo-jin 2019 október 29-én lépett ki az együttesből személyes okokra hivatkozva. 2021-ben februártól júliusig Hyunjin nem vett részt az együttes tevékenységeiben.
| Művésznév        | Név                                         | Születési dátum      | Pozíció                                                             | Nemzetiség                   |
| ---------------- | ------------------------------------------- | -------------------- | ------------------------------------------------------------------- | ---------------------------- |
| Bang Chan (방찬) | Christopher Bang / Bang Chan (방찬)         | 1997. október 3.     | leader, fő producer, vezető vokalista, mellék rapper, mellék táncos | koreai-ausztrál              |
| Lee Know (리노)  | Lee Minho (이민호)                          | 1998. október 25.    | fő táncos, mellék vokalista, mellék rapper                          | koreai                       |
| Changbin (창빈)  | Seo Changbin (서창빈)                       | 1999. augusztus 11.  | fő rapper, mellék vokalista, producer                               | koreai                       |
| Hyunjin (현진)   | Hwang Hyunjin (황현진)                      | 2000. március 20.    | fő táncos, vezető rapper, visual                                    | koreai                       |
| Han (한)         | Han Jisung (한지성)                         | 2000. szeptember 14. | fő rapper, vezető vokalista, producer                               | koreai                       |
| Felix (필릭스)   | Lee Felix (이필릭스) / Lee Yongbok (이용복) | 2000. szeptember 15. | vezető táncos, vezető rapper                                        | ausztrál (koreai származású) |
| Seungmin (승민)  | Kim Seungmin (김승민)                       | 2000. szeptember 22. | fő vokalista                                                        | koreai                       |
| I.N (아이엔)     | Yang Jeongin (양정인)                       | 2001. február 8.     | mellék vokalista, maknae                                            | koreai                       |

## Diszkográfia

### Stúdió albumok
| Cím       | Album adatok |
| --------- | --- |
| Go Live   | - Kiadás dátuma: Június 17, 2020 - Kiadó: JYP Entertainment - Formátumok: CD, digital download, streaming                 |
| Noeasy    | - Kiadás dátuma: Augusztus 23, 2021 - Kiadó: JYP Entertainment - Formátumok: CD, digital download, streaming              |
| The Sound | - Kiadás tervezett dátuma: Február 22, 2023 - Kiadó: Epic Japan - Formátumok: CD, CD+Blu Ray, digital download, streaming |

### Válogatásalbumok
| Cím               | Album adatok |
| ----------------- | --- |
| Unveil Stray Kids | - Kiadás dátuma: Szeptember 19, 2019 - Kiadó: JYP Entertainment - Formátumok: Digital download, streaming                 |
| SKZ2020           | - Kiadás dátuma: Március 18, 2020 - Kiadó: Epic Japan - Formátumok: CD, CD+DVD, kazetta, digital download, streaming      |
| SKZ2021           | - Kiadás dátuma: December 23, 2021 - Kiadó: JYP Entertainment - Formátumok: Digital download, streaming                   |
| SKZ-Replay        | - Kiadás dátuma: December 21, 2022 - Kiadó: JYP Entertainment, Republic Records - Formátumok: Digital download, streaming |

### Újrakiadott albumok
| Cím     | Album adatok                                                                                                  |
| ------- | --- |
| In Life | - Kiadás dátuma: Szeptember 14, 2020 - Kiadó: JYP Entertainment - Formátumok: CD, digital download, streaming |

### Középlemezek (EP)
| Cím                | Album adatok                                                                                                |
| ------------------ | --- |
| Mixtape            | - Kiadás dátuma: Január 8, 2018 - Kiadó: JYP Entertainment - Formátumok: CD, digital download, streaming    |
| I Am Not           | - Kiadás dátuma: Március 26, 2018 - Kiadó: JYP Entertainment - Formátumok: CD, digital download, streaming  |
| I Am Who           | - Kiadás dátuma: Augusztus 6, 2018 - Kiadó: JYP Entertainment - Formátumok: CD, digital download, streaming |
| I Am You           | - Kiadás dátuma: Október 22, 2018 - Kiadó: JYP Entertainment - Formátumok: CD, digital download, streaming  |
| Clé 1: Miroh       | - Kiadás dátuma: Március 25, 2019 - Kiadó: JYP Entertainment - Formátumok: CD, digital download, streaming  |
| Clé 2: Yellow Wood | - Kiadás dátuma: Június 19, 2019 - Kiadó: JYP Entertainment - Formátumok: CD, digital download, streaming   |
| Clé: Levanter      | - Kiadás dátuma: December 9, 2019 - Kiadó: JYP Entertainment - Formátumok: CD, digital download, streaming  |
| All In             | - Kiadás dátuma: November 4, 2020 - Kiadó: Epic Japan - Formátumok: CD, CD+DVD, digital download, streaming |
| Oddinary           | - Kiadás dátuma: Március 18, 2022 - Kiadó: JYP Entertainment - Formátumok: CD, digital download, streaming  |
| Circus             | - Kiadás dátuma: Június 22, 2022 - Kiadó: Epic Japan - Formátumok: CD, CD+DVD, digital download, streaming  |
| Maxident           | - Kiadás dátuma: Október 7, 2022 - Kiadó: JYP Entertainment - Formátumok: CD, digital download, streaming   |

### Kislemezek
| Cím             | Album adatok                                                                                                |
| --------------- | --- |
| Step Out of Clé | - Kiadás dátuma: Január 24, 2020 - Kiadó: JYP Entertainment - Formátumok: Digital download, streaming       |
| Christmas EveL  | - Kiadás dátuma: November 29, 2021 - Kiadó: JYP Entertainment - Formátumok: CD, digital download, streaming |

## Dalok
| Cím                                      | Év   | Album                   |
| ---------------------------------------- | ---- | ----------------------- |
| "Hellevator"                             | 2017 | Mixtape                 |
| "District 9"                             | 2018 | I Am Not                |
| "My Pace"                                | 2018 | I Am Who                |
| "I Am You"                               | 2018 | I Am You                |
| "Miroh"                                  | 2019 | Clé 1: Miroh            |
| "Side Effects" (부작용)                  | 2019 | Clé 2: Yellow Wood      |
| "Double Knot"                            | 2019 | Clé: Levanter           |
| "Neverending Story" (끝나지 않을 이야기) | 2019 | Extraordinary You OST   |
| "Levanter" (바람)                        | 2019 | Clé: Levanter           |
| "Mixtape: Gone Days"                     | 2019 | Go Live                 |
| "Mixtape: On Track" (바보라도 알아)      | 2020 | Go Live                 |
| "Top"                                    | 2020 | Go Live and All In      |
| "God's Menu" (神메뉴)                    | 2020 | Go Live                 |
| "Hello Stranger"                         | 2020 | Pop Out Boy! OST Part 1 |
| "Back Door"                              | 2020 | In Life                 |
| "All In"                                 | 2020 | All In                  |
| "Going Dumb" (with Alesso and CORSAK)    | 2021 | –                       |
| "Mixtape: Oh" (애)                       | 2021 | Noeasy                  |
| "Thunderous" (소리꾼)                    | 2021 | Noeasy                  |
| "Scars"                                  | 2021 | The Sound               |
| "Christmas EveL"                         | 2021 | Christmas EveL          |
| "Winter Falls"                           | 2021 | Christmas EveL          |
| "Maniac"                                 | 2022 | Oddinary                |
| "Your Eyes"                              | 2022 | Circus                  |
| "Circus"                                 | 2022 | Circus                  |
| "Mixtape: Time Out"                      | 2022 | –                       |
| "Case 143"                               | 2022 | Maxident                |
| "The Sound"                              | 2023 | The Sound               |
| "S-Class"                                | 2023 | 5-Star                  |
| "Topline"                                | 2023 | 5-Star                  |
| "Get Lit"                                | 2023 | 5-Star                  |
| "Item"                                   | 2023 | 5-Star                  |
| "Hall of Fame"                           | 2023 | 5-Star                  |
| "FNF"                                    | 2023 | 5-Star                  |
| "DLC"                                    | 2023 | 5-Star                  |
| "Youtiful"                               | 2023 | 5-Star                  |
| "Collision"                              | 2023 | 5-Star                  |

## Turnék
- District 9 Unlock World Tour (2019-2020)
- Maniac World Tour (2022-2023)
- DominATE World Tour (2024-2025)

## Linkek
- Stray Kids hivatalos oldala (Koreai nyelven)
- Stray Kids hivatalos oldala (Japán nyelven)